# ライラ・ヴァルキュリア
ライラ・ヴァルキュリア（Lyra Valkyria、1996年10月23日 - ）は、アイルランドのダブリン出身のプロレスラー。WWE・ロウ所属。

## 来歴

### NXT
2015年にデビュー。リングネームは、ヴァルキリー・カインと改名した。
2020年1月20日にWWEと契約し、リングネームをイーファ・ヴァルキリーと改名。2020年1月17日にNXT UKでの試合に出場しアマーレを破り、1月18日にはアイラ・ドーンを破った。3月26日、ニーナ・サミュエルズを破った。2月14日にアリーヤを破り、続いて2月15日にフォートピアス・ハウスショーでの6人の女性タッグマッチでジェシー・カメア、MJジェンキンス、タイナラを破った。
2020年9月17日、アイラ・ドーンとの試合で勝利を収め、10月29日、ダニ・ルナと対戦。2021年4月29日に里村明衣子に敗れるまで無敗を維持した。
その後、NXT UKに留まった。

### NXT復活
2022年12月13日、リングネームをライラ・ヴァルキュリアと改名し、NXT復帰試合に挑んだ。

### RAW
2024年4月のドラフトでロウから指名を受け、クイーン・オブ・ザ・リングでは準決勝でイヨ・スカイを破り優勝戦に進出
2025年1月、初代王者決定トーナメントで優勝し、初代女子IC王者となる。4月、レッスルマニア41でベッキー・リンチとのタッグでWWE女子タッグ王座を獲得。5月、バックラッシュでベッキー・リンチに対して女子IC王座の防衛に成功した。6月にマネー・イン・ザ・バンクで女子IC王座をベッキー・リンチに明け渡す。

## 入場曲
- The Final Sacrifice
- Triumph